# (3228) Pire
(3228) Pire (1935 CL) – planetoida z pasa głównego asteroid okrążająca Słońce w ciągu 3,87 lat w średniej odległości 2,46 au. Odkryta 8 lutego 1935 roku.